# Tricalysia majungensis
Tricalysia majungensis är en måreväxtart som beskrevs av Ranariv. och De Block. Tricalysia majungensis ingår i släktet Tricalysia och familjen måreväxter. Inga underarter finns listade i Catalogue of Life.